# キム・チャンワン
キム・チャンワン（김창완、1954年2月22日 - ）は、韓国の俳優、歌手。

## プロフィール
- 本貫は金海金氏[1]。
- 血液型は、O型。
- ソウル大学校農業大学蚕糸学科卒業。
- 1977年、サヌルリム（ko） 1集アルバム　ジャケットデザインも手掛ける。

## 出演

### 映画
- 肉食動物  (1984年、韓国）
- ジャングル・ストーリー  (1996年、韓国） - ジウ 役
- リング  (1999年、韓国） - キム記者 役
- 幸福な葬儀屋 (1999年、韓国） - パン・チョルグ 役
- エンジェル・スノー  (2000年、韓国） - チョ博士 役
- 私の愛、当たり前になっていくの(2003年、韓国)
- 愛しのサガジ (2004年、韓国） - カン・ハヨンの父 役
- 僕の彼女を紹介します (2004年、韓国） - チェ・スヒョン 役
- シンソッキ・ブルース (2004年、韓国） - ナ・インチョル 役
- Antique〜西洋骨董洋菓子店 (2008年、韓国）
- 天国への郵便配達人（朝鮮語: 천국의 우편배달부） (2009年、韓国） - イ・ムンギョ 役

### ドラマ
- カイスト（1999年-2000年、SBS） - チェ・ナムホ役
- 新貴公子（2000年、MBC） - キム・チャンホ役
- ウンシルイ（2001年、SBS）
- ソンフィジニ（2001年、MBC）
- 君が知ってから（2002年、MBC）
- その日差しが私に（2002年、MBC）
- 愛情万歳（2001年、SBS）
- 皇太子の初恋（2004年、MBC）
- ラブストーリー・イン・ハーバード（2004年、SBS） - チャ・ジンチョル役
- アイルランド（2004年、MBC）
- 震える胸（2005年、MBC）
- ぶどう畑のあの男（2006年、KBS） - イ・ヒョンマン役
- 白い巨塔（2007年、MBC） - ウ・ヨンギル役
- 私達を幸せにする何種類かの質問（2007年、KBS）
- コーヒープリンス1号店（2007年、MBC） - ホン・ゲシク 役
- BAD LOVE～愛に溺れて～（2007年-2008年、KBS） - ファン・インス役
- イルジメ〜一枝梅（2008年、SBS）
- 彼らが生きる世界（2008年、KBS）
- 僕の妻はスーパーウーマン（2009年、MBC） - キム・ホンシク役
- 逆転の女王（2010年-2011年 MBC） - モク・ヨンチョル役
- ミス・リプリー（朝鮮語: 미스 리플리）（2011年、MBC） - チェ本部長役
- 1000回のキス（2011年、MBC） - チャン・ビョンシク役
- お願い、キャプテン（2012年、SBS） - ハン・ギュピル役
- 馬医（2012年-2013年、MBC） - チョン・ソンジョ役
- 君を守る恋〜Who are you（朝鮮語: 후아유 (드라마)）（2013年、tvN） - チェ・ムンシク役
- グッド・ドクター（2013年、KBS） - チョン会長役
- 世界の終わり（英語版）（2013年、JTBC） - チェ・スチョル役
- 星から来たあなた（2013年-2014年、SBS） - チャン・ヨンモク役
- 密会（2014年、JTBC） - ミン・ヨンギ役
- 秘密の扉（2014年、SBS） - キム・テク役
- 華政（2015年、MBC） - イ・ウォニク役
- 華麗なる誘惑（2015年-2016年、MBC） - クォン・スミョン役
- 花郎（2016年、KBS） - パク・ヨンシル役
- 江南ロマン・ストリート（2016年-2017年、MBC） - ハン・ヒョンソプ役
- 耳打ち～愛の言葉～（2017年、SBS） - イ・ホボム役
- 2度目のファースト・ラブ（2017年、MBC） - サ・チャンワン役
- ジャグラス～氷のボスに恋の魔法を～（2017年-2018年、KBS） - ト・テグン役
- よくおごってくれる綺麗なお姉さん（2018年、JTBC） - ジュニの父役
- マイ・ヒーリング・ラブ（2018年-2019年、MBC） - パク・ブハン役
- ある春の夜に（2019年、MBC）　-クォン・イングク役
- マネーゲーム（2020年、tvN） - キム・マニョン役
- サイコだけど大丈夫（2020年、tvN） - オ・ジワン役
- その男の記憶法（2020年、tvN） - ユ・ソンヒョク役
- 昼と夜（2020年-2021年、tvN） - コン・イルド役
- Oh！ご主人様（2021年、MBC）- キム・チャンギュ役
- ワン・ザ・ウーマン（2021年、SBS） - ノ・ハクテ役

## 受賞歴
- 第1回　MBC大学歌謡祭大賞(1977年)
- TBC歌謡大賞重唱部門銀賞(1978年)
- KBS歌謡大賞重唱部門受賞(1981年)
- MBC演技大賞ラジオ部門優秀賞(1995年)
- MBC演技大賞PD賞(2007年)